# Хрестовий похід (телесеріал)
«Космічні хрестоносці» (англ. Crusade) — спін-офф (англ. spin-off — «дочірній» серіал, побічний продукт) науково-фантастичного телевізійного серіалу «Вавилон-5», створений і спродюсований Джозефом Майклом Стражинським.
Дія серіалу відбувається в 2267 році, через кілька років після подій, описаних у серіалі «Вавилон-5» і відразу після подій, показаних у фільмі «Вавилон-5: Заклик до зброї». Раса дракхів, атакує Землю, прагнучи знищити її «Хмарою Смерті», проте атака зазнала невдачі і єдиний наявний у дракхів руйнівник планет — «Хмара Смерті» — й ударний флот знищені об'єднаним флотом Міжзоряного Альянсу. Все, що вдається дракхам — вкинути в Земну атмосферу нановірус (зразок т. зв. «сірого слизу»), що також дістався їм у спадок від Тіней. Вчені Землі й інших рас Міжзоряного Альянсу зуміли з'ясувати, що нановірус недопрацьований, зважаючи на малі терміни модифікації під біологію землян, і на його повну адаптацію під людський організм потрібно близько п'яти років. До кінця цього терміну новий Земний корабель «Екскалібур», побудований незадовго до нападу, повинен знайти протиотруту від «чуми дракхів», як охрестили земляни нановірус, що загрожує метрополії людської цивілізації.

## Сценарій і знімання
Як і «Вавилон 5», за задумом Майкла Джозефа Стражинськи, «Хрестовий похід» повинен був мати в собі сюжетну арку, що вміщає в себе історію тривалістю п'ять років, незважаючи на висловлювання Стражинськи в аудіокоментарі до DVD «До Зброї!», що чума дракхів буде переможена через один-два сезони серіалу і сюжетна арка зміститься до вирішення іншої проблеми. Так чи інакше, конфлікт між продюсерами і виконавчими режисерами з TNT розростався, і знімання було припинено до того, ніж перший сезон вийшов на екрани.

### Атака дракхів
У 2267 році, через сім років після Війни з Тінями, Дракхи, колишні помічники Тіней, намагаються зруйнувати Землю за допомогою Руйнівника планет Тіней, що залишився у них. Президент Міжзоряного альянсу Джон Шерідан віддає команду екіпажам «Екскалібура», «Вікторі» і всього флоту Міжзоряного альянсу контратакувати дракхів. Зазнавши поразки в битві біля Землі (Руйнівник планет Тіней і значна частина ударного бойового флоту дракхів загинули), дракхи все ж зуміли вкинути в атмосферу Землі спеціальний нановірус — зброя, що також дісталася їм від їх колишніх господарів — Тіней (вкидання нановіруса Тіней в атмосферу Землі — застосований дракхами запасний план на випадок провалу удару по Землі). Але якщо не знайти протиотруту за наступні п'ять років, то все населення Землі загине. Корабель «Вікторія» героїчно загинув під час битви, протаранивши центр управління Руйнівника планет Тіней (аварія внаслідок вчиненого кораблем «Вікторі» тарану центру управління Руйнівника планет Тіней викликала на ньому катастрофічний збій — Руйнівник планет Тіней передчасно закрився і випустив планетарні торпеди, якими й зруйнував сам себе). Але «Екскалібур» уцілів, і тепер перед командою, очолюваною Меттью Гідеоном, постало складне завдання — знайти протиотруту, або такого союзника Земного альянсу, який був би здатний створити таку протиотруту.

### Війна телепатів
Ця війна протиставляє нормальних людей і лояльних їм телепатів і Псі-корпус. Псі-корпус намагається взяти гору над урядом Земного Альянсу. Псі-корпус також управляє безліччю концентраційних таборів, щоб «перевиховати» втікачів, яких Псі-Корпусу вдалося захопити, і вбиває цивільних жителів, які переховують втікачів-телепатів. Джон Шерідан і Міжзоряний Альянс втручаються в ситуацію. Нормальні люди та лояльні їм телепати виграють цю війну, хоча є багато жертв (зокрема Літа Александер і Ленньєр).

## Персонажі

Плакат, що оголошує початок показу серіалу в США. 1999 рік

- Капітан Меттью Гідеон (Ґері Коул) — капітан «Екскалібура». Його особисто вибрав президент Міжзоряного Альянсу Джон Шерідан, знаючи, що Гідеону властивий здоровий авантюризм і Гідеон не дає дипломатії стати на шляху виконання завдання.
- Лейтенант Джон Метесон (Деніел Де Кім) — помічник капітана, телепат. Вважається героєм багатьма телепатами, оскільки він зумів просунутися далі інших телепатів у Земних Силах. Гідеон зажадав, щоб Метесон став його першим офіцером, «інакше шукайте іншого капітана», як сам Гідеон заявив.
- Макс Айлерсон (Девід Аллен Брукс) — видатний археолог і лінгвіст, який працює на Міжпланетні Експедиції. Народився вундеркіндом і має вроджену здатність розуміти інопланетні мови. Був прийнятий у місію в серії «Військова зона».
- Гален[en] (Пітер Вудворд[en]) — техномаг, який врятував життя Гідеона за 10 років до подій серіалу. Був вигнаний із свого ордену у 2267, після того як він допоміг Землі і Міжзоряному Альянсу перемогти дракхів («До зброї»). Має специфічне почуття гумору.
- Доктор Сара Чемберс (Марджін Холден[ru]) — медичний офіцер «Екскалібура». Була на Марсі під час атаки дракхів на Землю. Вирішила приєднатися до екіпажу, замість того щоб повернутися на Землю до своєї сім'ї.
- Дарина Нафіл (Керрі Добро) — високопрофесійна злодійка і останній представник своєї раси (дракхи знищили її планету під час випробувань знайденого на древній базі Тіней «Ка-Дам» «Руйнівника планет» незадовго до атаки на Землю), але пізніше з'ясовується, що невелика кількість представників її раси все ж вижили, але також заражені вірусом). Разом з Галеном вона допомогла Шерідану запобігти знищенню Землі дракхами. Після цього вона провела деякий час у тюремному ув'язненні на Марсі, але Гідеон зажадав включити її до складу екіпажу.
- Капітан Елізабет Локлі[en] (Трейсі Скоггінс) — комендант «Вавилона-5». Вона вперше зустріла Гідеона на Марсі під час конференції з чуми дракхів. Хоча спочатку обидва капітани не ладнали, їхні відносини невдовзі змінилися на близькі.

## Список серій

### Зняті серії
| Назва                         | Переклад назви             | №  | дата в ефірі   | Короткий зміст серії |
| ----------------------------- | -------------------------- | -- | -------------- | --- |
| War zone                      | Зона боїв                  | 1  | 9 червня 1999  | Команда нового зорельота «Ескалібур» під командуванням хороброго капітана Меттью Гідеона вирушає на пошуки засобу від чуми дракхів, що загрожує погубити все людство. По дорозі вони зустрічаються і з самими дракхами… Зокрема, беруть у полон радника Лошана — високопоставленого сановника дракхів.                                                 |
| The Long Road                 | Далека дорога              | 2  | 16 червня 1999 | На одній планеті знайдено рятівний мінерал, що допомагає виграти час у гонці за порятунок людства від екологічної катастрофи, але, щоб його добути, потрібно піти на жертви серед населення цієї планети… |
| The Well of Forever           | Криниця вічності           | 3  | 23 червня 1999 | На цей раз «Ескалібур» на прохання Гелена вирушає в глибину гіперпростору, в місце, зване «Криницею Вічності». |
| The Path of Sorrows           | Шлях печалі                | 4  | 30 червня 1999 | На одному світі у відомому за чутками місці екіпаж «Ескалібура» знаходить іншопланетянина, який діє в якості сповідника для всіх мандрівників. |
| Patterns of the Soul          | Будова душі                | 5  | 7 липня 1999   | Екіпаж вирушає у світ, позначений як Тета 49, для дослідження можливостей того, що чума дракхів могла поширитися за межі Землі. |
| Ruling From the Tomb          | Правління з могили         | 6  | 14 липня 1999  | В ході візиту на Марс екіпаж стикається з шанувальниками культу кінця світу «Священна омега». Фанатики встановлюють бомбу на конференції з пошуку засобу проти чуми, в надії наближення судного дня. |
| The Rules of the Game         | Правила гри                | 7  | 21 липня 1999  | Гідеон прибуває на Вавилон 5 з метою укласти угоду з жителями Лорки 7, світу, який може вплинути на виявлення медичних таємниць, необхідних для відшукання засобів проти чуми дракхів. |
| Appearances and Other Deceits | Зовнішність та інші обмани | 8  | 28 липня 1999  | Двоє представників земного уряду прибувають, щоб поліпшити імідж корабля, в той час як туди проникає прибулець, який захоплює тіла людей через дотики. |
| Racing the Night              | Нічна гонка                | 9  | 4 серпня 1999  | Команда відвідує планету, що була колись будинком цивілізації, знищеної такою ж чумою, як і та, що дракхи скинули на Землю. Дослідники здивовані незайманими будівлями, але потім виявляють рух у стародавньому місті. |
| The Memory of War             | Пам'ять про війну          | 10 | 11 серпня 1999 | Екіпаж відвідує планету, жителі якої були знищені під час війни 100 років тому. |
| The Needs of Earth            | Потреби Землі              | 11 | 18 серпня 1999 | Команда рятує іншопланетянина, який, за словами Рейнджерів, володіє шістьма кристалами з важливою інформацією про свій світ. |
| Visitors From Down the Street | Гості з нашої вулиці       | 12 | 25 серпня 1999 | «Ескалібур» приймає сигнал лиха, що виходить від корабля у вигляді летючої тарілки. Незважаючи на те, що з расою цих іншопланетян ніколи раніше не зустрічалися, ті стверджують, що люди корумпували їхній уряд і гублять жителів їхнього рідного світу.                                                                                               |
| Each Night I Dream of Home    | Щоночі мені сниться дім    | 13 | 1 вересня 1999 | Есмінець класу «Варлок» скидає в човнику «Ескалібур» двох пасажирів з інструкціями привести його до Землі. По дорозі команда з ризиком зіткнення рятує «Starfury» з Елізабет Локлі. Після прибуття з Землі до них пересилають капсулу з доктором Стівеном Франкліном, який в ході ризикованого експерименту на кораблі отримав важливі дані про вірус. |

Порядок знятих епізодів, найбільш відповідний оригінальному хронологічному плану серіалу, на думку Стражинського:
- (-) Зона боїв (перезнятий)
- 1. Нічна гонка
- 2. Потреби Землі
- 3. Пам'ять про війну
- 4. Далека дорога
- 5. Гості з нашої вулиці
- 6. Криниця вічності
- 7. Щоночі мені сниться дім
- 8. Будова душі
- 9. Шлях печалі
- 10. Правління з могили
- 11. Правила гри
- 12. Зона боїв
- 13. Зовнішність та інші обмани

Однак існують сумніви в серйозності цього списку, оскільки тоді, наприклад, порушується хронологія взаємовідносин Меттью Гідеона і Елізабет Локлі. В кінці серії «Зовнішність та інші обмани» в екіпажу «Екскалібура» з'являється нова форма одягу, але тільки згідно зі звичайним порядком серій (за хронологією виходу на екран) вони продовжують ходити в ній до кінця; згідно ж зі списком, нібито, Стражинського, хронологія подій порушується.

### Незавершені серії
- Цінні засудження
- На край світу
- Кінець смуги

### Інші плановані епізоди
- Перевірена («Tried and True») — між епізодами «Цінні судження» і «На край світу»
- Після епізоду «На край світу», назва невідома (епізод розвиває тему апокаліптичної скриньки)
- «Трилогія меча»: Військова історія («War Story»), частина 1 — три послідовних епізоди, об'єднані наскрізною темою. Передує фінал сезону «Кінець лінії»
- Стіни пекла («The Walls of Hell»), друга частина трилогії
- Третя частина трилогії, назва невідома.

### Конфлікт з TNT

#### Crusade Wars (короткометражне відео)
Труднощі, які виникали в авторів серіалу в діалозі c каналом TNT і які закінчилися припиненням знімання і виробництва нових серій, знайшли відображення в одній із пародій, вигаданій творцями Babylon Park — в цій історії показано конфлікт Дж. Майкла Стражинського з однією кабельної телемережею. Головними дійовими особами виступають: капітан Гідеот — шляхом поєднання Gideon (Меттью Гідеон, капітан «Екскалібура» і (англ. idiot — ідіот), тобто дослівно капітан-ідіот, капітан Brockley та інші. Їм належить врятувати самого Стражинського з полону Темної сторони маркетингу, де остання виступає в ролі могутньої міжгалактичної імперії зла (у своєму бажанні отримати рейтинг будь-яким шляхом, зокрема й на сюжетах нижче пояса).